# Algoritmo de recocido cuántico
El algoritmo del recocido cuántico (en inglés, quantum annealing), también llamado aleación, cristalización o temple, es análogo al algoritmo de recocido simulado (simulated annealing) pero sustituyendo la activación térmica por el efecto túnel. 
El recocido cuántico es una clase algorítmica parecida al recocido simulado que consiste en una adaptación del algoritmo clásico de Metropolis-Hastings. Sin embargo, el recocido cuántico emplea un campo cuántico en lugar de un gradiente térmico. Para explorar el paisaje del problema de optimización, el recocido simulado y sus variantes (como el recocido paralelo) aprovechan las fluctuaciones térmicas correspondientes a gradientes de temperatura, mientras que el recocido cuántico utiliza para ello fluctuaciones cuánticas. Una fluctuación cuántica es un cambio en la cantidad de energía de un punto del espacio durante brevísimos lapsos de tiempo, como resultado de la relación de incertidumbre de Heisenberg.
En cierto modo, los métodos de recocido, cristalización o 'annealing' son una metáfora al término metalúrgico de recocido. Después de calentar el metal, si el enfriamiento fuese lento, habitualmente el cristal así generado tendrá pocas imperfecciones (es decir, se encontrará en un metaestado de baja energía) que si se enfriara demasiado rápido (metaestado de alta energía) (ver templado del acero). Este modelo físico natural se basa en la propensión a minimizar su energía libre de Helmholtz de un sistema ergódico, tal como un sistema termodinámico cerrado en que todos los estados configuracionales sean equiprobables.
Los métodos de recocido se basan por lo general en el algoritmo de Montecarlo, que repite una gran cantidad de muestreos aleatorios sobre un hipercubo de dimensión N (espacio de soluciones del problema), a fin de generar estados muestrales y permitiendo reducir mucho la complejidad de cómputo a costa de perder algo de precisión estadística.